# 丹下郁太郎
丹下 郁太郎（たんげ いくたろう、1899年〈明治32年〉3月2日 - 没年不明）は、昭和時代前期の朝鮮総督府官僚。咸鏡南道知事、京畿道知事。朝鮮総督府警務局長。建築家の丹下健三は弟（異母）。

## 経歴
丹下辰世の長男として愛媛県越智郡今治町（現今治市）に生まれる。1921年（大正10年）11月、高等試験行政科に合格。1922年（大正11年）東京帝国大学経済学部を卒業し、旭石油を経て、朝鮮総督府に奉職。京畿道、忠清北道各勤務、全羅北道警務課長、咸鏡南道、平安北道各警察部長、朝鮮総督府警務局保安課長、総督官房資源課長、企画部第一課長兼総督官房資源課長を経て、1941年（昭和16年）6月、咸鏡南道知事に就任した。1942年（昭和17年）4月、京畿道知事となり、同年7月、朝鮮総督府警務局長に就任した。1944年（昭和19年）退官。